# 八女市黒木
八女市黒木（やめしくろぎ）は、福岡県八女市にある重要伝統的建造物群保存地区。八女市黒木町黒木および黒木町桑原の一部、約18.4haの範囲である。筑後黒木とも呼ばれる。

## 概要
八女市（旧：八女郡黒木町）黒木は、猫尾城の城下町として定着し、廃城後は豊富な山産物を扱う久留米藩の在郷町として発展した。
1587年（天正15年）に、矢部川と笠原川の合流点の北西にある素盞鳴神社を起点に現在の下町が形成され、その後東側に延びるように中町と上町が形成された。その際に中井手用水が整備され、1714年（正徳4年）に黒木廻水路が整備された。
町家は居蔵造と呼ばれるもので、入母屋造で妻入りの二階建て、浅瓦葺の屋根が基本となっている。外壁は軒裏まで漆喰で塗り込められており防火性の高い。明治後期から大正になると、真壁造や洋風建築も見られるようになった。
2009年（平成21年）6月30日、黒木町黒木として重要伝統的建造物群保存地区に選定された。2010年（平成22年）2月1日に市町村合併により黒木町が八女市に編入されたため、登録名が八女市黒木となった。

## 重要伝統的建造物群保存地区データ
地区名称：八女市黒木（登録時：黒木町黒木）
種別：在郷町
選定年月日：2009年6月30日
選定基準：（3）伝統的建造物群及びその周囲の環境が地域的特色を顕著に示しているもの
面積：18.4ha

## 主な建造物・施設
- 旧松本家住宅
- 旧隈本邸
- 素盞鳴神社 - 国の天然記念物に指定されている黒木のフジ（黒木の大藤）があり、4月中旬から5月上旬にかけて黒木大藤まつりが開催されている。
- 津江神社 - 樹齢800年の大クスがある。
- 黒木公園
- 南仙橋

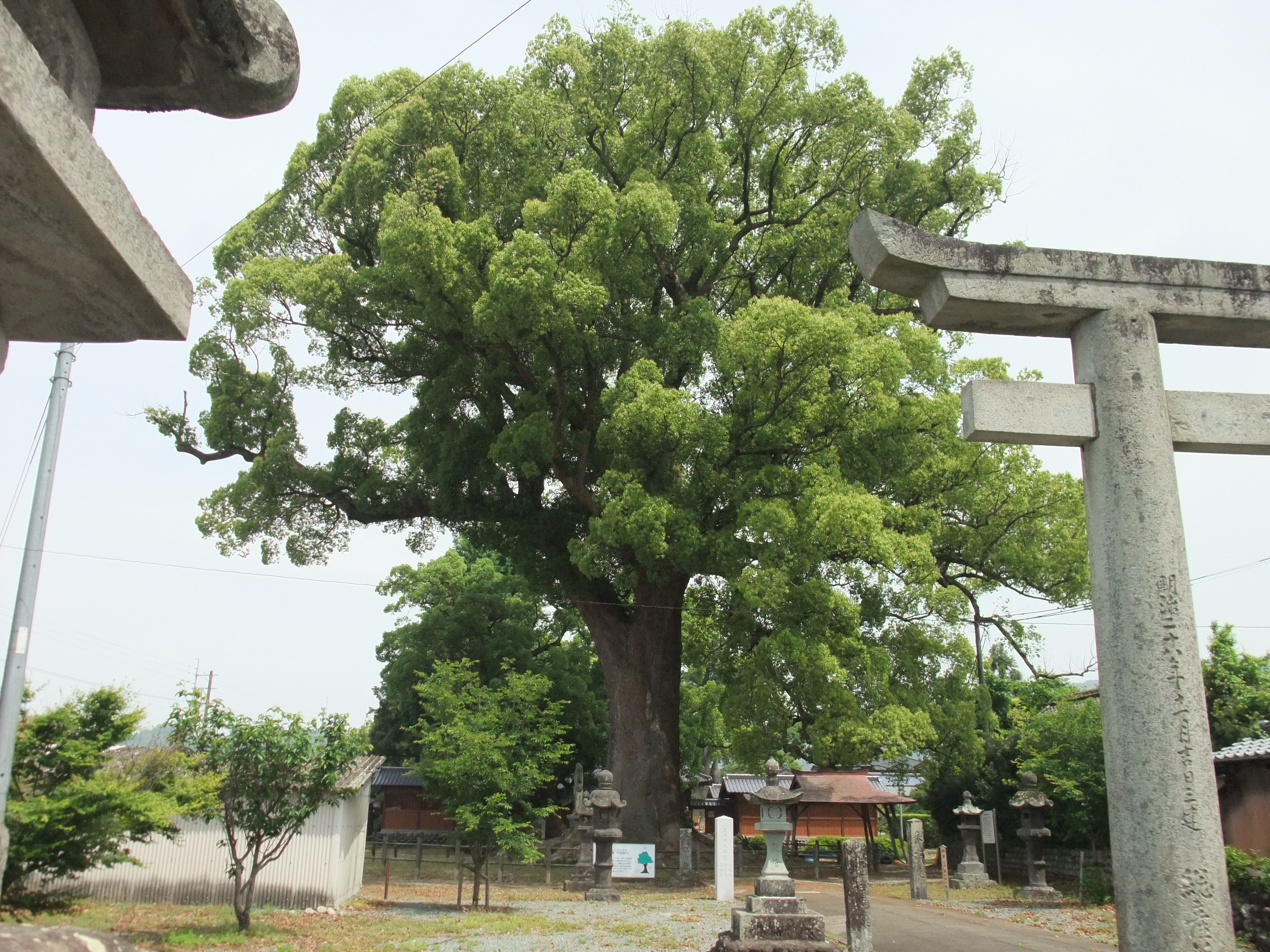
津江神社の樟
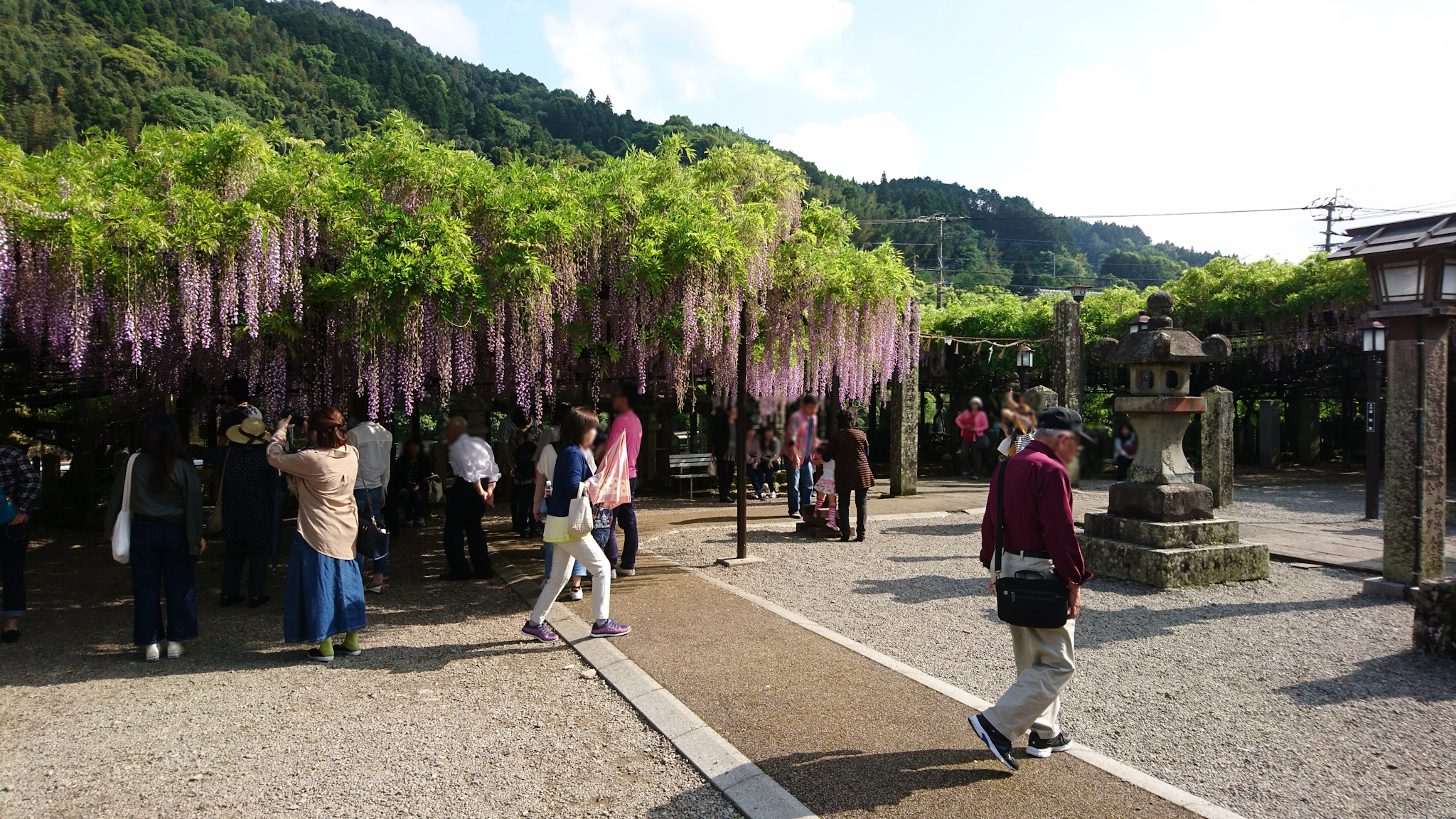
八女黒木大藤まつり

## アクセス
- JR九州鹿児島本線羽犬塚駅下車、堀川バスで約50分
- 九州新幹線 (鹿児島ルート)およびJR九州鹿児島本線筑後船小屋駅下車、堀川バスで約50分
- 車で九州自動車道八女インターチェンジから国道442号を通り約30分

## 周辺情報
- 八女福島 - 同じ八女市内にある重要伝統的建造物群保存地区。
- 城山公園 - 猫尾城跡
- 霊巌寺 - 八女茶発祥の地。
- お茶の里公園
- グリーンパル日向神峡
- グリーンピア八女